# 도덕면
도덕면(道德面)은 대한민국 전라남도 고흥군의 면이다.

## 개요
도덕면은 1983년 2월 15일 도양읍으로부터 분면되어, 현재 31개 마을이 있다. 전라남도 고흥반도 서남단에 위치하며 천혜의 자연경관을 자랑하며 남해안 관광벨트 사업이 착실히 진행되고 있는 고장이다. 온후한 해양성 기후의 영향으로 마늘, 유자, 참다래, 청정한우, 석화 등 친환경 농`축`수산물의 보고이며, 고흥만 방조제의 학꽁치 낙시터, 유채꽃단지, 진입로 변의 벚꽃길, 철새도래지인 고흥호 등이 아름다운 장관을 연출한다.

## 역사
- 1974년 10월 19일 : 도양읍 도덕출장소 설치 (고흥군조례 제421호)
- 1983년 2월 15일 : 도덕출장소가 도덕면으로 승격 (대통령령 제11027호)

## 하위 행정 구역
| 법정리 | 한자명 | 행정리                                         | 비고 |
| ------ | ------ | ---------------------------------------------- | ---- |
| 도덕리 | 道德里 | 백옥, 도촌, 어영, 덕흥, 율동, 학동             |      |
| 신양리 | 新陽里 | 문관, 신양, 장전, 신성, 회룡, 장동             |      |
| 가야리 | 柯也里 | 가상, 가동, 성항, 당남, 당동, 동촌, 대곡, 당중 |      |
| 봉덕리 | 鳳德里 | 봉동, 봉성, 외봉, 내봉                         |      |
| 오마리 | 五馬里 | 오마, 신흥, 은전, 분매                         |      |
| 용동리 | 龍洞里 | 한적, 금호, 용동                               |      |
| 6개리  |        | 31행정리                                       |      |

## 교육
- 도덕초등학교 (도덕리)
- 도덕중앙초등학교 (폐교) - 도덕면 대곡길 10 (가야리)
- 고흥도덕중학교 (신양리)